# Melanie Beier
Melanie Beier (Berlino Ovest, 3 giugno 1957) è un'ex cestista tedesca.

## Carriera
Con la Germania Ovest ha disputato i Campionati europei del 1978.